# Vin alb

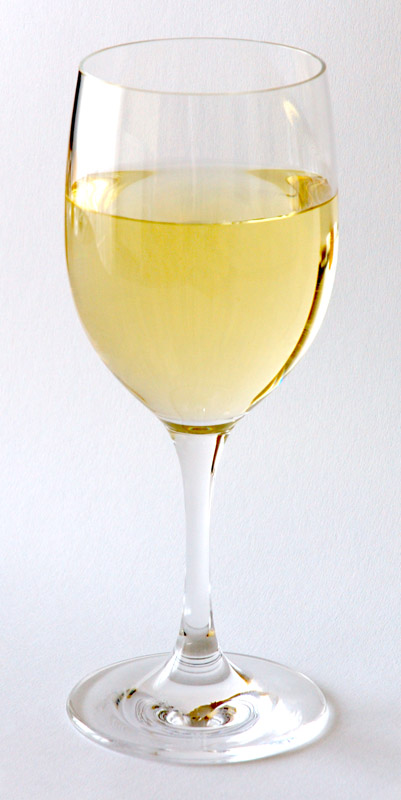
Pahar cu vin alb

Vinul alb este un tip de vin obținut din varietăți de struguri mai deschise la culoare. Culoarea sa poate varia de la galben la galben-verzui sau galben-auriu.